# Perry Mason: The Case of the Scandalous Scoundrel
Perry Mason: The Case of the Scandalous Scoundrel (conocida en España como Perry Mason: El caso del pícaro escandaloso) es una película de drama, crimen y misterio de 1987, dirigida por Christian I. Nyby II, escrita por Anthony Spinner y Erle Stanley Gardner, musicalizada por Dick DeBenedictis, en la fotografía estuvo Arch Bryant y los protagonistas son Raymond Burr, Barbara Hale y William Katt, entre otros. El filme fue realizado por Fred Silverman Company, Strathmore Productions y Viacom Productions, se estrenó el 15 de noviembre de 1987.

## Sinopsis
Perry ha demandado a un diario que dice que hay un amorío entre él y Delia, pero el editor también tiene datos escandalosos sobre otros clientes. Una cronista, a la que el editor había echado solo por querer escribir una historia seria, lo amenaza y, al poco tiempo, aparece flotando en su pileta, muerto por un disparo.